# David Perry (rugbysta)
David Perry (ur. 26 grudnia 1937, zm. 11 kwietnia 2017) – angielski rugbysta grający na pozycji wiązacza, reprezentant kraju.
Uczęszczał do Clifton College, a następnie do Christ’s College w University of Cambridge. W barwach uniwersyteckiego zespołu rugby zagrał w 1958 roku w Varsity Match przeciwko drużynie z Oxford. Na poziomie klubowym związany był z Harlequins, a następnie z Bedford Blues, dla którego w latach 1962–1966 rozegrał 101 spotkań.
Otrzymywał powołania do reprezentacji kraju, z którą triumfował w Pucharze Pięciu Narodów 1963 oraz udawał się na tournée do Australii i Nowej Zelandii. Łącznie w narodowych barwach wystąpił w piętnastu testmeczach, w tym czterokrotnie jako kapitan podczas Pucharu Pięciu Narodów 1965.
Jego karierę sportową w wieku 27 lat zakończyła kontuzja, podjął zatem pracę w sektorze prywatnym. Pracował m.in. w British Printing Corporation, John Waddington czy Euler Hermes UK, będąc także członkiem kadry zarządzającej.